# Büchel (Familienname)
Büchel bzw. Buechel ist ein deutscher Familienname.

## Namensträger
- Alexander Büchel (Effendi; * 1957), deutscher Keyboarder
- Alfred Büchel (1926–2019), Schweizer Betriebswissenschaftler
- Alois Büchel (* 1941), liechtensteinischer Zehnkämpfer, Regisseur und Theaterintendant
- Anna Catharina vom Büchel (auch Anna Catharina vom Buchel; 1698–1743), deutsche Prophetin und Zionitin
- Armin Büchel (1945–1994), liechtensteinischer Judoka
- Augustus Carl Büchel (1813–1864), deutscher Offizier
- Benjamin Büchel (* 1989), liechtensteinischer Fußballspieler
- Christian Büchel (* 1965), deutscher Neurowissenschaftler
- Christoph Büchel (* 1966), Schweizer Künstler
- Conrad Büchel (1800–1875), deutscher Rechtswissenschaftler und Hochschullehrer
- Cyrill Büchel (1929–2005), liechtensteinischer Politiker (VU)
- Dietrich von Büchel († 1552), deutscher Jurist, Diplomat und Sekretär
- Emanuel Büchel (1705–1775), Schweizer Topograph und Zeichner
- Erich Büchel (* 1952/1958), liechtensteinischer Fußballspieler
- Ernst Büchel (1922–2003), liechtensteinischer Rechtsanwalt und Politiker (FBP)
- Ernst Andreas Büchel (1896–1960), liechtensteinischer Politiker (FBP)
- Eugen Büchel (1916–1978), liechtensteinischer Bobfahrer
- Eugene Buechel (Eugen Büchel; 1874–1954), deutscher Jesuit, Missionar, Sprachforscher und Ethnologe
- Fred Büchel (* 1962), Schweizer Theatermacher, Schauspieler und Autor
- Gebhard Büchel (* 1921), liechtensteinischer Zehnkämpfer
- Georg Büchel (* 1951), deutscher Geologe
- Gerold Büchel (* 1974), liechtensteinischer Politiker (FBP)
- Hans Büchel (1893–1961), deutscher Landwirt und Politiker
- Hubert Büchel (Diplomat) (* 1951), liechtensteinischer Diplomat
- Hubert Büchel (Politiker) (* 1973), liechtensteinischer Politiker
- Imke Büchel (* 1961), deutsche Schauspielerin
- Jakob Büchel (* 1955), liechtensteinischer Politiker (VU)
- Jakob Büchel-Frey (* 1922), Schweizer Maler, Kalligraf und Buchgestalter
- Johann Büchel V. (1754–1842), deutscher Tuchmacher, Schöffe und Politiker
- Johann Büchel (Politiker) (1869–1930), liechtensteinischer Politiker (VP)
- Johann Baptist Büchel der Ältere (1824–1907), liechtensteinischer Geistlicher, Pädagoge und Politiker
- Johann Baptist Büchel (1853–1927), liechtensteinischer Geistlicher, Historiker und Politiker
- Johann Ulrich Büchel (1753–1792), Schweizer Baumeister, Zeichner und Radierer, siehe Ulrich Büchel
- Josef Büchel (1910–1991), Liechtensteiner Politiker
- Karl Heinz Büchel (1931–2020), deutscher Chemiker
- Klaus Büchel (* 1948), deutscher Fußballspieler
- Lars Büchel (* 1966), deutscher Drehbuchautor und Filmregisseur
- Magnus Büchel (* 1960), liechtensteinischer Judoka
- Manfred Büchel (* 1961), liechtensteinischer Fußballspieler
- Marcel Büchel (* 1991), österreichischer Fußballspieler
- Marco Büchel (Skirennläufer) (* 1971), liechtensteinischer Skirennläufer
- Marco Büchel (Fussballspieler) (* 1979), liechtensteinischer Fußballspieler
- Marco Büchel (Politiker) (* 1983), deutscher Politiker (Die Linke), MdL Brandenburg
- Markus Büchel (Bischof) (* 1949), Schweizer Geistlicher, Bischof von St. Gallen
- Markus Büchel (Politiker, 1953) (* 1953), liechtensteinischer Politiker (FBP)
- Markus Büchel (Politiker, 1959) (1959–2013), liechtensteinischer Politiker (FBP) und Diplomat
- Markus Büchel (Leichtathlet) (* 1961), liechtensteinischer Sprinter
- Martin Büchel (* 1987), liechtensteinischer Fußballspieler
- Matthias Büchel (1912–1999), deutscher Sänger und Dirigent
- Nikolaus Büchel (* 1957), liechtensteinischer Schauspieler und Regisseur
- Oskar-Wilhelm Büchel (1924–2007), deutscher Pädagoge und Politiker (CDU)
- Otto Büchel (1949–2005), liechtensteinischer Politiker (VU) und Radsportfunktionär
- Paul Büchel (Politiker, 1896) (1896–1976), liechtensteinischer Politiker, Landtagsabgeordneter
- Paul Büchel (Politiker, 1928) (1928–2009), deutscher Politiker, Bürgermeister von Neu-Isenburg
- Paul Büchel (Judoka) (* 1953), liechtensteinischer Judoka
- Peter Büchel (Politiker, 1872) (1872–1958), liechtensteinischer Politiker (FBP)
- Peter Büchel (Politiker, 1958) (* 1958), liechtensteinischer Politiker (VU)
- Robert Büchel (* 1968), liechtensteinischer Skirennläufer
- Robert Büchel-Thalmaier (* 1963), liechtensteinischer Sportfunktionär
- Roland Rino Büchel (* 1965), Schweizer Politiker (SVP)
- Ronny Büchel (* 1982), liechtensteinischer Fußballspieler
- Sandro Büchel (* 1991), Schweizer Unihockeyspieler
- Selina Rutz-Büchel (* 1991), Schweizer Mittelstreckenläuferin
- Simak Büchel (* 1977), deutscher Schriftsteller
- Stefan Büchel (* 1986), liechtensteinischer Fußballspieler
- Thomas Büchel (Politiker) (* 1952), liechtensteinischer Politiker (FBP)
- Thomas Büchel (Schauspieler) (* 1965), deutscher Schauspieler
- Ulrich Büchel (Johann Ulrich Büchel; 1753–1792), Schweizer Baumeister, Zeichner und Radierer
- Walter Büchel (* 1952), liechtensteinischer Fußballspieler
- Wilhelm Büchel (1873–1951), liechtensteinischer Landwirt und Politiker (FBP)
- Wolfgang Büchel (1920–1990), deutscher Philosoph